# Ferdinand Maier (Archäologe)
Ferdinand Maier (* 16. August 1925 in Villingen; † 24. April 2014 in Idstein) war ein deutscher prähistorischer Archäologe.

## Leben
Ferdinand Maier studierte an der Universität Freiburg Vor- und Frühgeschichte. 1954 wurde er bei Wolfgang Kimmig mit der Arbeit Die späthallstättischen Gürtelbleche Südwestdeutschlands promoviert. Für die Arbeit wurde ihm das Reisestipendium der Römisch-Germanischen Kommission (RGK) des Deutschen Archäologischen Instituts verliehen. Sein weiteres wissenschaftliches Leben sollte eng mit der Römisch-Germanischen Kommission verbunden bleiben. Nach dem Ende des Reisestipendiums trat er zum November 1955 in den Dienst der RGK, den er erst bei seiner Pensionierung 1990 wieder verließ. Zunächst war er Referent und in dieser Funktion insbesondere für die Redaktion verantwortlich. 1972 wurde er zum Zweiten Direktor gewählt, 1981 erfolgte in Nachfolge von Hans Schönberger die Berufung zum Ersten Direktor, dem er seit dessen Berufung 1972 als Zweiter Direktor zur Seite gestanden hatte. Schon früh war er an den Ausgrabungen der spätlatènezeitlichen Siedlung von Manching beteiligt, mit der Arbeit Die bemalte Spätlatène-Keramik von Manching habilitierte er sich 1969 an der Universität Frankfurt. Bis zu seiner Pensionierung hielt er seitdem in Frankfurt auch regelmäßig Vorlesungen an der Universität. Als Erster Direktor übernahm Maier auch die Leitung der Ausgrabungen von Manching, von 1984 bis 1987 leitete er dort mit der Erforschung der Nordumgehung eine Großgrabung. Darüber hinaus war er über Jahre als Gutachter für die Deutsche Forschungsgemeinschaft aktiv. Nachfolger als Erster Direktor der RGK wurde Siegmar von Schnurbein.
Maier war mit der Kunsthistorikerin Irmgard Koenig († 1999) verheiratet, lebte zuletzt in Michelstadt im Odenwald und hatte zwei Kinder.

## Forschungen
Maier galt als international sehr vernetzter, hervorragender Kenner der europäischen Eisenzeit. Seine Arbeiten in Manching gelten als wegweisend, zudem förderte er über dieses Projekt viele Nachwuchswissenschaftler, denen er dabei ungewöhnlich viel Freiraum bei der Forschung ließ. Noch bis kurz vor seinem Tod gab er die Schriftenreihe Die Ausgrabungen in Manching heraus. In seiner letzten abgeschlossenen großen Arbeit befasste sich Maier mit dem goldenen Kultbäumchen, einem der herausragenden Einzelfunde, die in Manching gemacht wurden.

## Auszeichnungen und Mitgliedschaften
Für seine Verdienste um die Archäologie insbesondere im Kontakt mit den französischen Kollegen wurde Maier vom französischen Staatspräsidenten zum Chevalier de l’Ordre des Arts et des Lettres ernannt. Darüber hinaus war er Wirkliches Mitglied des Österreichischen Archäologischen Instituts, Mitglied im Conseil Permanent der Union Internationale des Sciences Préhistoriques et Protohistoriques sowie im Conseil Scientifique du Mont Beuvray.

## Schriften (Auswahl)
- Die bemalte Spätlatène-Keramik von Manching. Steiner, Wiesbaden 1970 (= Die Ausgrabungen in Manching, Band 3)
- Das Heidetränk-Oppidum. Topographie der befestigten keltischen Höhensiedlung der jüngeren Eisenzeit bei Oberursel im Taunus. Theiss, Stuttgart 1985, ISBN 3-8062-0793-3 (=  Führer zur hessischen Vor- und Frühgeschichte, Band 4)